# Тоголезский конституционный референдум (1979)
Конституционный референдум в Того проходил 30 декабря 1979 года одновременно со всеобщими выборами. Представленные конституционные поправки делали Того президентской республикой с однопартийной политической системой. Поправки были одобрена 99,87 % голосов избирателей при явке 99,4 %.

## Предвыборная обстановка

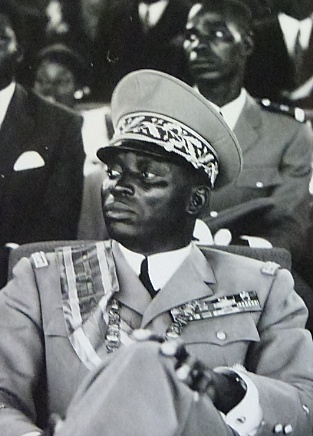
Генерал Гнассингбе Эйадема в 1972 году.

Голосование происходило одновременно с законодательными и президентскими выборами, впервые организованными в стране после государственного переворота Гнассингбе Эйадемой в 1967 году. Национальное собрание, которое с момента получения Того независимости стало однопалатным парламентом, было распущено, а Конституция 1963 года была отменена.
Эйадема основал 30 августа 1969 года Объединение тоголезского народа (ОТН), которое стало единственной разрешённой партией страны под руководством Эйадемы. Захват власти последним был впоследствии ратифицирован в ходе плебисцита 1972 года. На всех трёх выборах, проводившихся в 1979 году, в отсутствии какой-либо оппозиции была достигнута безоговорочная победа Объединение тоголезского народа, получившей все места парламента, и Эйадемы, избранного президентом.

## Конституционные поправки
Конституция Третьей Республики была направлена на установление сильного президентского режима при установлении однопартийной системы. Таким образом, в Статье № 10 Конституции 1979 года было указано, что «ОТН, единственная партия (…) выражает чаяния трудящихся масс. (…) Тоголезская политическая система основана на принципе единой партии». Президент мог использовать референдумы (Статья № 2), которые также являлись обязательными в конституционных вопросах, если парламент не одобрил проект по крайней мере двумя третями его членов (Статья № 52).

## Результаты
| Выбор                               | Голоса    | %     |
| ----------------------------------- | --------- | ----- |
| «За»                                | 1 293 872 | 99,87 |
| «Против»                            | 1 693     | 0,13  |
| Недействительных/пустых бюллетеней  | 44        | -     |
| Всего                               | 1 295 609 | 100   |
| Зарегистрированных избирателей/Явка | 1 303 970 | 99,36 |
| Источник: Direct Democracy          |           |       |